# Schilling (schlesisches Adelsgeschlecht)

Stammwappen der Familie

Die Schilling waren ein ursprünglich aus dem Elsass stammendes Adelsgeschlecht in Schlesien und Polen. Die Familie, die vermutlich erloschen ist, gehörte in Breslau und Krakau zum Patriziat und gehörte zu den Ratsangehörigen.

## Geschichte

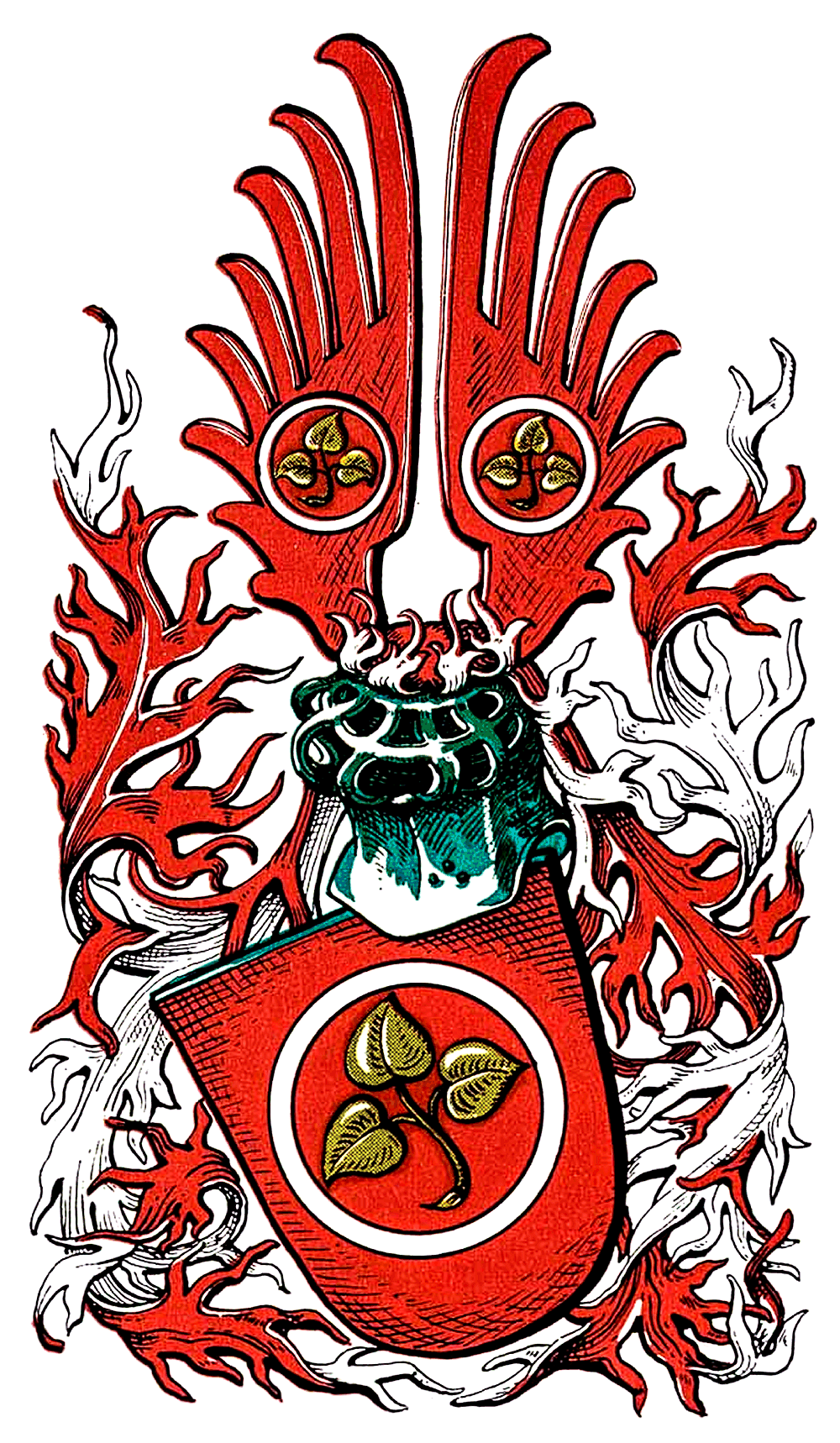
Wappen derer von Schilling (Rudolf Stein)

### Herkunft und Wappen
Stammvater des Geschlechts ist ein Friedrich Schilling, der um 1452 Gerichtsschöffe in Weißenburg gewesen ist. Verheiratet mit einer Barbara Stahl, deutet es darauf hin, dass er der Sohn eines Bernhard Schilling von Surburg gewesen ist, der in Beinheim seine Güter neben jener Familie Stahl besaß, die bereits länger in Weißenburg ansässig war. Die Schilling von Surburg wiederum sind vermutlich ein Zweig des gleichnamigen Patriziergeschlechts aus Basel, andere Quellen rechnen sie den Schilling vom Nieder- und Mittelrhein zu oder gar beiden Geschlechtern.
Als Wappen führte die Familie auf Rot in einem weißen Kreis ein dreifach gefächertes Lindenblatt, in der Chronik von Bernhard Hertzog wird dagegen nur ein einfaches Lindenblatt abgebildet.

### Erste Generation in Schlesien

Wohnhaus der Schilling am Ring in Breslau, barock überformt, in historischer Gestalt nach 1945 teilweise wieder hergestellt.

Die Söhne des Weißenburger Gerichtsschöffen, Friedrich II., Johann, Nikolaus und Jodokus waren überregional tätige Kaufleute, die zwischen ihrer Heimatstadt und Krakau ein verzweigtes Filialsystem für ihren Handel organisierten. Zwischen 1473 und 1513 siedelten die Brüder letztlich nach Krakau über, einer allgemeinen Zeiterscheinung folgend.
Das florierende Handelsgeschäft mit Niederlassungen in Breslau, Leipzig und Nürnberg verschaffte den Brüdern Wohlstand und Ansehen, so gehörte Friedrich II. bereits 1490 dem Krakauer Rat an und gilt durch seine Finanzierung der ersten Papiermühle Polens als Begründer der polnischen Papierindustrie. Auch im Bereich der Kultur engagierten sich die Gebrüder, so wurden 1507 Aufträge auch an Albrecht Dürer vergeben, der für eine um 1510 in Weißenburg gestiftete Kapelle der Familie den Entwurf einer Lünette schuf, der sich im Britischen Museum in London erhalten hat.
1507 wurde die Familie schließlich in den Adelsstand erhoben.

### Weitere Geschichte
Während ein Teil der Familie in Krakau blieb und ein anderer nach Posen übersiedelte, ging einer der Söhne Friedrich II., Daniel (1506 bis 1563) nach Breslau, wo er als Tuchhändler und im Verkauf von Grundstücken erfolgreich das väterliche Gewerbe weiterführte. Von ihm stammt die bis 1677 blühende Linie ab, die, verschwägert mit den angesehensten Breslauer Familien, in der Wirtschaft und in der Stadtpolitik ihre Spuren hinterließ. Von Daniel selbst erhielt sich in der Elisabethkirche sein künstlerisch bedeutsames Epitaph, welches ihn als Lebenden, wie als unbekleideten Toten darstellt. Unter seinen Nachfahren gilt besonders Friedrich von Schilling (1584 bis 1637) als herausragend, der am Hof von Ludwig I., Fürst von Anhalt-Köthen einflussreiche Ämter bekleidete und im Wesentlichen zu den Organisatoren der Fruchtbringenden Gesellschaft gehört. 1543 erhielt die Gesamtfamilie die polnische Anerkennung ihres Adels und gehörte seitdem zur Szlachta.

### Ausklang
Wann genau, oder ob die Familie erloschen ist, ist nicht mit Sicherheit bekannt. 1710 erhielt ein Heimard Johann von Schilling, ein markgräflich-badischer Oberst eine Standeserhöhung, der dem Wappen nach zu jener Familie gehörte. 1729 beantragte ein Christian Ludwig Schilling, Beamter in Dresden, die Anerkennung des Adels und Führung des Wappens, die auch gewährt wurde. Tatsächlich führen seine Nachkommen bis heute jenes Wappen. 1868 nahm der Wiener Schriftsteller August Schilling bei seiner Nobilitierung die Tradition der Schlesier auf und nannte sich fortan „Ritter von Henrichau“ und führte das leicht geänderte Wappen derselben. Auch die im Raum Posen ansässige Familie Schilling-Siengalewicz führte dieses Wappen. Allerdings sind die Genealogien der genannten Personen und Familien, ausgenommen des Heimard Johann, eher zweifelhaft, bzw. lassen sich nicht näher überprüfen.